# Goe-gi-maen-syon
Goe-gi-maen-syon (coreeană 괴기맨숀) (Conacul grotesc) este un film sud-coreean antologie de groază din 2021 regizat de Jo Ba-Reun. Rolurile principale au fost interpretate de actorii Seo Hyun-woo, Bo-ra Kim și Hong-pa Kim.
Filmul prezintă un reporter care adună povești dintr-un presupus complex de apartamente „bântuit” și pe chiriașii care au dispărut.